# Distretto di Tewor
Il distretto di Tewor è un distretto della Liberia facente parte della contea di Grand Cape Mount.